# Тафа
Тафа, или большая сумчатая крыса (Phascogale tapoatafa) — размером с крысу вид древесного плотоядного сумчатого животного из семейства хищных сумчатых. Отличительная черта — кисточка из удлинённых чёрных волос на хвосте.

## Классификация
Вид впервые был описан немецким зоологом Фридрихом Мейером в 1793 году; исправленное описание тафы было опубликовано Джорджем Шоу в 1800 году. В течение длительного времени тафа ошибочно относили к роду опоссумов (Didelphis), однако в 1844 году, после выделения Якобом Темминком рода мышевидок (Phascogale), вид был переклассифицирован. Латинское обозначение тафы, tapoatafa, было позаимствовано у одного из языков австралийских аборигенов. Альтернативное латинское название вида — Phascogale penicillata.
Выделяются два подвида тафы:
- P. t. tapoatafa, обитает в южной части Австралии;
- P. t. pirata, обитает в северной части Австралии.

## Распространение
Тафа распространена, хоть и фрагментированно, на территории всей Австралии, кроме острова Тасмания. В результате нарушения среды обитания и появления ранее не встречавшихся на континенте животных (прежде всего, рыжих лисиц и кошек) ареал тафы значительно сократился и в настоящее время она встречается лишь на половине территорий изначального распространения. В результате это животное очень уязвимо перед локализованным вымиранием.

## Описание
Длина тела тафы колеблется от 16 до 22 см, а хвоста — от 16 до 23 см. Верх животного — сероватого цвета, низ — белого цвета. На хвосте — кисточка из удлинённых чёрных волос.

## Питание
Тафа ведёт древесный образ жизни. Время активности — ночь; в дневное время прячется в своих норах. Плотоядно: питается небольшими млекопитающими, птицами, ящерицами и насекомыми, особенно пауками. Кроме того, питается нектаром с цветущих деревьев.

## Размножение
Период размножения длится с июня по август, когда у самок начинается течка. Вскоре после достижения года и периода размножения все самцы тафы умирают от различных заболеваний, связанных со стрессом, возникающим во время спаривания. Однако отдельные самцы доживают до трёх лет, правда, после первого года жизни у них пропадает способность к размножению. Самки, как правило, держат потомство в дуплах деревьев, вынашивая от 7 до 8 детёнышей, которые отлучаются от груди в пять месяцев.